# Coupe du Portugal de football 1940-1941
Navigation
Coupe du Portugal 1939-1940 Coupe du Portugal 1941-1942
La 3e édition de la Coupe du Portugal voit la victoire finale du Sporting CP.

## Participants
- Primeira Divisão :
  - Académica de Coimbra, FC Barreirense, Os Belenenses, SL Benfica, Boavista FC, FC Porto, Sporting CP, Os Unidos
- Segunda Divisão :
  - Leça FC, SC Olhanense, Operário Lisboa, Seixal FC, SC Covilhã, Vitória Guimarães
- Championnat de l'AF Madère :
  - União Madeira

## Huitièmes de finale
À l'issue de ce premier tour, seul un club de deuxième, le Vitória Guimarães, reste en lice pour les 1/4 de finale, battant un club de première division.
| Équipe 1          | Aller | Date       | Retour | Date        | Équipe 2        |
| ----------------- | ----- | ---------- | ------ | ----------- | --------------- |
| Sp. Covilhã       | 0-5   | 4 mai 1941 | 0-8    | 11 mai 1941 | SL Benfica      |
| Belenenses        | 7–1   | 4 mai 1941 | 8–0    | 11 mai 1941 | Boavista FC     |
| FC Porto          | 3–1   | 4 mai 1941 | 5–2    | 11 mai 1941 | SC Olhanense    |
| Académica         | 2–2   | 4 mai 1941 | 9–2    | 11 mai 1941 | Leça FC         |
| Vitória Guimarães | 0–0   | 4 mai 1941 | 6–1    | 11 mai 1941 | FC Barreirense  |
| Os Unidos         | 7–1   | 4 mai 1941 | 7–2    | 11 mai 1941 | Operário Lisboa |
| Seixal FC         | 1-3   | 4 mai 1941 | 1-4    | 11 mai 1941 | Sporting CP     |

## Quarts de finale
Ce tour voit l'entrée du club madeirense de l'União Madeira. Mais aussi la défaite du FC Porto ainsi que de l'ancien vainqueur de la coupe, l'Académica.
| Equipe 1    | Aller | Date        | Retour | Date        | Equipe 2          |
| ----------- | ----- | ----------- | ------ | ----------- | ----------------- |
| FC Porto    | 4–3   | 18 mai 1941 | 0-2    | 25 mai 1941 | Benfica           |
| Belenenses  | 5-1   | 18 mai 1941 | 2-0    | 25 mai 1941 | Académica         |
| Sporting CP | 12–0  | 18 mai 1941 | 4–2    | 25 mai 1941 | Vitória Guimarães |
| Os Unidos   | 3-0   | -           | 2-0    | 25 mai 1941 | União Madeira     |

## Demi-finale
Tour exclusivement lisboète, où quatre clubs de la capitale portugaise se disputent une place en finale. La surprise vient de la défaite du tenant du titre, le Benfica, qui perd face au finaliste de l'an passé, le Belenenses (grâce aux buts marqués à l'extérieur). L'autre demie voit la victoire du champion en titre.
| Equipe 1    | Aller | Date          | Retour | Date        | Equipe 2  |
| ----------- | ----- | ------------- | ------ | ----------- | --------- |
| Sporting CP | 8–1   | 1er juin 1941 | 3–1    | 8 juin 1941 | Os Unidos |
| Belenenses  | 0-1   | 1er juin 1941 | 2-1    | 8 juin 1941 | Benfica   |

## Finale
Le Sporting CP, réalise un parcours sans fautes, au total, finale incluse, les "lions" remportent 7 victoires en 7 matchs, marquant 38 buts et en n'encaissant que 7, soit 1 but par match. Ils remportent ainsi leur première coupe et réalisent le doublé coupe-championnat.
La première mi-temps est très équilibrée mais le Sporting, parvient néanmoins à ouvrir le score par l'intermédiaire de João Cruz et maintient ce petit avantage jusqu'au repos.
Dès le retour des vestiaires, João Cruz, aggrave le score, suivi de peu par un troisième de Manuel Soeiro. En l'espace de 10 minutes le Sporting prend le large et s'assure quasiment la victoire finale. Mais les joueurs de Belém n'abdiquent pas et réduisent l'écart le minute suivante. Dès lors la rencontre s'équilibre à nouveau, mais à la suite de la blessure du défenseur du Belenenses, José Simões, les bleus perdent pieds et permet au meilleur buteur du championnat de rajouter un quatrième but. Le Sporting, remporte sa première coupe clôturant une saison exceptionnelle.

### Feuille de match
| 22 juin 1941 | Sporting CP                                                   | 4 – 1   | Os Belenenses | Campo das Salésias, Lisbonne              |                                           |
|              | João Cruz 36e 48e · Manuel Soeiro 52e · Fernando Peyroteo 79e | (1 - 0) | Gilberto 53e  | Spectateurs : 0 Arbitrage : Álvaro Santos | Spectateurs : 0 Arbitrage : Álvaro Santos |

| Sporting CP | Os Belenenses |

| Sporting CP : |    |                      |
|               |    |                      |
| G             | 1  | João Azevedo         |
| D             | 2  | Octávio Barrosa      |
| D             | 3  | Álvaro Cardoso (cap) |
| G             | 4  | Manecas              |
| M             | 5  | Aníbal Paciência     |
| M             | 6  | Gregório             |
| A             | 7  | Fernando Peyroteo    |
| A             | 8  | Armando Ferreira     |
| A             | 9  | João Cruz            |
| A             | 10 | Adolfo Mourão        |
| A             | 11 | Manuel Soeiro        |
| Entraîneur :  |    |                      |
| József Szabó  |    |                      |

| Os Belenenses :    |    |                   |
|                    |    |                   |
| G                  | 1  | Salvador Jorge    |
| D                  | 2  | António Feliciano |
| D                  | 3  | Oscar Tellechea   |
| D                  | 4  | José Simões       |
| G                  | 5  | Francisco Gomes   |
| M                  | 6  | Mariano Amaro     |
| M                  | 7  | Gilberto          |
| A                  | 7  | Horácio Tellechea |
| A                  | 9  | Varela Marques    |
| A                  | 10 | Bernardo Soares   |
| A                  | 11 | Rafael Correia    |
| Entraîneur :       |    |                   |
| Artur José Pereira |    |                   |

## Bilan de la saison
| Tableau d'Honneur                        |              |
| Compétition                              | Vainqueur    |
| Primeira Divisão                         | Sporting CP  |
| Segunda Divisão                          | SC Olhanense |
| Taça de Portugal                         | Sporting CP  |
| Championnat de l'AF Coïmbra de football  | Académica    |
| Championnat de l'AF Lisbonne de football | Sporting CP  |
| Championnat de l'AF Porto de football    | FC Porto     |
| Championnat de l'AF Setúbal de football  | Barreirense  |